# Gérard Martin (acteur)
Pour les articles homonymes, voir Gérard Martin.
Gérard Martin est un acteur français.

## Filmographie
- 1966 : La Grande Vadrouille de Gérard Oury : un harpiste à l'opéra
- 1970 : Out 1 : Noli me tangere de Jacques Rivette et Suzanne Schiffman : Un faux célibataire
- 1978 : Médecins de nuit de Peter Kassovitz, épisode : Hélène (série)
- 1981 : L'Arme au bleu de Maurice Frydland
- 1985 : Les Cinq Dernières Minutes : Crime sur Megahertz de Joannick Desclers
- 1985 : Dialogue de sourds de Bernard Nauer
- 1986 : Sauve-toi, Lola de Michel Drach
- 1986 : Nuit d'ivresse de Bernard Nauer : Le premier flic
- 1987 : Il est génial papy ! de Michel Drach : Le chauffeur de taxi
- 1987 : Les Cinq Dernières Minutes : La Peau du rôle de Guy Jorré
- 1991 : Le Roman d'un Truqueur de Paul Dopff : Edouard Langlois, rôle principal.